# Joseph Haydn
(Franz) Joseph Haydn (de naam Franz gebruikte hij niet) (Rohrau, 31 maart 1732 – Wenen, 31 mei 1809) was een Oostenrijks componist. Haydns werk wordt gerekend tot de muziek van de klassieke periode. Schepper van een omvangrijk oeuvre, is hij vooral van belang voor zijn bijdrage aan de ontwikkeling van de symfonie en van het strijkkwartet. Samen met Wolfgang Amadeus Mozart en Ludwig van Beethoven vormt hij, muziekhistorisch gezien, de Eerste Weense School. Hij heeft minstens 104 symfonieën gecomponeerd.

## Levensloop
Haydn stamde uit een tamelijk arme Oostenrijkse familie. Zijn vader Matthias was wagenmaker. Joseph had een vrij moeilijke jeugd. Toen hij vijf jaar was, nam zijn oom Mathias Franck hem mee naar het stadje Hainburg, waar hij naar school ging en muziekles kreeg. Op achtjarige leeftijd werd hij sopraan in het knapenkoor van de Stephansdom in Wenen. Daar bleef hij negen jaar, waarvan de laatste vier met zijn broer Michael. Zijn stemwisseling trad namelijk pas zeer laat in. Hoewel zijn mentor Georg Reuter hem probeerde over te halen zich te laten castreren, heeft Joseph, mede op aandringen van zijn vader, geweigerd deze riskante ingreep te ondergaan. Toen zijn stem veranderde, restte hem niets anders dan ontslag uit het koor. Hij had reeds bepaald dat hij componist zou worden, wat zijn ouders ten zeerste afkeurden: zij vonden dat hun zoon meer voor het priesterschap in de wieg was gelegd. Natuurlijk zou een leven als kloosterling hem, zeker voor de eerstvolgende jaren, veel meer vastigheid geven, maar hij koos voor de moeilijkere weg. De daaropvolgende jaren waren dan ook zwaar. Michael Spangler bood hem een zolderkamer aan in het Michaelerhaus op de Kohlmarkt in Wenen. Haydn hield zich met wat losse baantjes in leven, zoals het meespelen in ensembles, het geven van muziekonderricht en het begeleiden van zangers zoals Nicola Porpora. Deze laatste bracht hem in contact met bekende operacomponisten als Christoph Willibald Gluck, Georg Christoph Wagenseil en Karl Ditters von Dittersdorf.
Na vier jaar kreeg Haydn in 1755 eindelijk een vaste betrekking als kapelmeester aan het hof van graaf von Morzin in Lukawitz, dankzij graaf von Fürnberg. In 1761 werd het orkest opgeheven en kwam Haydn naar Eisenstadt, bij vorst Paul II Anton Esterházy. Deze werd een jaar later door zijn broer Nicolaas I Jozef opgevolgd. In Paleis Esterházy zou hij tot 1790 blijven. Als kapelmeester en hofcomponist had hij hier veel werk, want de Esterházy's waren grote cultuurliefhebbers. Haydn heeft dan ook vele werken geschreven voor het vorstelijk orkest. Alhoewel Haydn weinig in contact stond met grote muziekcentra als Wenen, verwierf hij toch faam door de vele gasten die bij de vorst op bezoek kwamen. Tussen circa 1765 en 1775 benoemt men zijn werk met "Sturm und Drang": het zit vol met snel afwisselende akkoorden, abrupte wisselingen en mineurharmonieën.

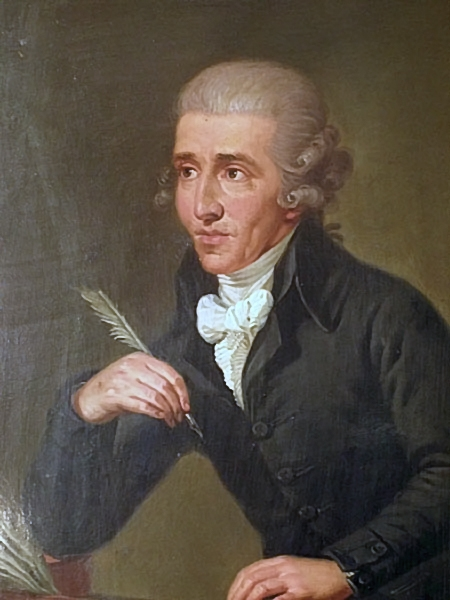
Joseph Haydn

Het jaar 1779 betekende een meervoudige omwenteling voor Haydn. In januari had hij zijn contract met Esterházy opnieuw onderhandeld, waardoor zijn composities niet langer het eigendom van zijn broodheer werden en hij voor eigen rekening mocht publiceren: hij begon een briefwisseling met het Weense uitgeversbedrijf Artaria. Dat jaar gingen ook twee van zijn opera's in première: La vera costanza en L'isola disabitata. Op persoonlijk vlak begon hij een verhouding met Luigia Polzelli, die dat jaar samen met haar man het orkest had vervoegd.
Tijdens zijn verblijf bij de Esterházy's schreef Haydn een zeer groot aantal werken, waaronder pianowerken, liederen en 125 baritontrio's; Nicolaus blonk immers uit op dit gamba-achtige strijkinstrument. Verder componeerde Haydn 24 opera's. In 1782 ontmoette Haydn Mozart; na de dood van Nicolaus in 1790 ging Haydn naar Londen. Daar schreef hij de laatste 12 van zijn 106 symfonieën. Hij verbleef in Londen in 1791-1792 en 1794-1795.
In 1795 keerde hij definitief terug naar Wenen. Daar hield hij zich tot zijn dood in 1809 vooral bezig met religieuze muziek. Vele missen en twee oratoria, Die Schöpfung en Die Jahreszeiten heeft hij daar geschreven. Deze werken waren zijn laatste en getuigden nog van een geweldige scheppingskracht. Maar omdat ondertussen een nieuwe muzikale taal ontstond en andere componisten in de belangstelling kwamen (onder anderen Beethoven, met wie Haydn overigens niet zo best kon opschieten) viel deze werken aanvankelijk niet de aandacht ten deel die ze verdienden. Vandaag krijgen ze opnieuw hun rechtmatige plaats in de concertzaal en cd-catalogus.

## Vroege biografieën
In 1776 heeft Haydn een autobiografische nota bijgedragen op uitnodiging van de uitgever van Das gelehrte Österreich, een verzameling biografieën van levende personen vergelijkbaar met de latere Who's Who. In 1810, het jaar na zijn dood, verschenen biografieën door Dies en Griesinger op basis van interviews. Een uitgebreidere biografie van de hand van Carl Ferdinand Pohl verscheen in twee volumes tussen 1875 en 1882.
Giesinger was een agent voor de muziekuitgeverij Breitkopf & Härtel. Gottfried Härtel stuurde hem naar Haydn in 1799 en hij bleef in nauw contact met Haydn tot aan diens dood. Hij bemiddelde de uitgave van verschillende composities en verzamelde ook biografische nota's voor publicatie in de Allgemeine Musikalische Zeitung tussen juli en september 1809. Een jaar later bundelde hij ze in boekvorm.
Dies was een in Hannover geboren schilder die het grootste deel van zijn artistieke carrière in Rome doorbracht. Later belandde hij in Wenen als kunstleraar en hij vatte het persoonlijke plan op een Haydnbiografie te publiceren. In de periode 1805-1808 bracht hij de bejaarde componist 30 bezoeken, nam nauwkeurig nota en probeerde het gesprek in de richting te sturen van de informatie waar hij naar op zoek was. Zijn boek is langer dan dat van Griesinger (220 blz. tegenover 121) maar bevat niet noodzakelijk meer feitelijke informatie; het is daarentegen meer persoonlijk beleefd.
Een derde biograaf, de Italiaanse dichter Giuseppe Carpani, publiceerde in 1812 een biografie in de vorm van 17 brieven. Hij had bij Haydns leven al verschillende van diens vocale werken in het Italiaans vertaald. Carpani was op de hoogte van het biografische werk van zijn twee voorgangers, vertelde meer en sterkere anekdotes waarvan de waarheidswaarde niet noodzakelijk vaststaat, was vaak feitelijk onjuist maar wijdde ook meer aandacht aan de kunstkritische evaluatie van Haydns composities.

## Betekenis en receptie
Haydn was bij leven al erg populair. In de 19de eeuw bleef hij die populariteit genieten zowel bij de organisatoren van concerten als voor persoonlijk gebruik in de huiskamer, maar de critici associeerden hem vooral met het ancien régime. Het clichébeeld Papa Haydn stond voor een componist die in zijn jeugd grote en belangrijke vernieuwingen had ingevoerd, maar die onlosmakelijk verbonden bleef met het zorgeloze musiceren van de aristocratie, zonder maatschappelijke of psychologische relevantie. Haydn was belangrijk als voorganger van Mozart en Beethoven, maar niet als actuele componist. De criticus en muziekhistoricus Franz Brendel gebruikte het woord Heiterkeit om het beeld op te roepen van een componist in een gezellige Oostenrijkse boerderij die de negatieve kanten van het leven niet kent of negeert ('een kind dat speelt op de rand van een afgrond'). Ook Friedrich Nietzsche en Richard Wagner publiceerden smalende commentaren. Anderen, zoals Robert Schumann en Eduard Hanslick, geringschatten Haydn omwille van het conservatieve publiek dat hem waardeerde.
Haydn heeft grote invloed gehad op de muziekgeschiedenis. In zijn vroegste werken was hij nog erg beïnvloed door de barokstijl, maar Haydn ontwikkelde zich tot een klassiek componist en met hem ontwikkelde zich de muziek in het algemeen. Hij stond aan de basis van de vorming van de vierdelige symfonie en droeg bij aan de ontwikkeling van de sonatevorm. Hij ontwikkelde het strijkkwartet en gaf het zijn vorm door de vier strijkers op een gelijkwaardig niveau te plaatsen. Haydn schreef 68 strijkkwartetten. In onze tijd hebben vooral deze kwartetten de waardering voor Haydn hernieuwd. Zijn faam was tijdens zijn leven al zo groot, dat vele werken van tweederangscomponisten onder zijn naam werden uitgegeven, wat bij sommige stukken de identiteit van de auteur behoorlijk dubieus maakt. "De oppervlakkige musicus of luisteraar begrijpt de onderhuidse humor en de inventiviteit van Haydn gewoon onvoldoende. Vergelijk het met Couperin of Rameau – daar krijg je ook geen handen voor op elkaar."
Haydns werken worden zowel aangeduid met opusnummers als volgens het Hoboken-Verzeichnis-classificatiesysteem.

## Composities
- Concerto's
- Die sieben letzten Worte unseres Erlösers am Kreuze
- Missen
- Opera's
- Strijkkwartetten
- Symfonieën

Indirect is Haydn de componist van de melodie van het huidige Duitse volkslied (Das Lied der Deutschen). De muziek had hij oorspronkelijk opgedragen aan keizer Frans II en is ook bekend onder de naam Kaiserhymne.

## Musea
In Oostenrijk zijn verschillende musea gewijd aan het werk en leven van Haydn. In Rohrau in Neder-Oostenrijk staat het geboortehuis van Haydn. Dit museum is zowel aan hem als aan zijn broer Michael Haydn gewijd. In Eisenstadt in Burgenland staat nog een Haydn-Haus en verder is in de Bergkerk (Eisenstadt) zijn graftombe te zien. Verder is in zijn laatste woning in Wenen het Haydn-Haus gevestigd. Het is een van de oudste musea van Wenen.

## Trivia
- Volgens sommige biografen is zijn ware geboortedatum 1 april, maar deze datum zou vervalst zijn omdat die dag werd beschouwd als narrendag.[bron?]